# Sergej Ščerbakov (pugile)
Sergej Semënovič Ščerbakov (in russo Сергей Семёнович Щербаков?; Mosca, 20 luglio 1918 – Mosca, 27 gennaio 1994) è stato un pugile sovietico, dal 1991 russo.

## Palmarès

### Olimpiadi
- 1 medaglia:
  - 1 argento (Helsinki 1952 nei -67 kg)

### Europei dilettanti
- 1 medaglia:
  - 1 argento (Varsavia 1953 nei -67 kg)